# Точильщики шишковые
Точильщики шишковые (лат. Ernobius)  — род жесткокрылых насекомых семейства точильщиков.

## Описание
Тело цилиндрическое. Усики состоят из 11 члеников. Плечевые бугорки надкрылий хорошо развиты Верхняя сторона тела в мелких однообразных прилегающих волосках. Передние тазики соприкасающиеся, средние сближённые. Лапки узкие, длинные. Личинки развиваются под корой, в мёртвых или ослабленных ветвях и шишках хвойных деревьев. Некоторые виды, например Ernobius mollis, могут повреждать деревянные постройки.

## Палеонтология
В ископаемом состоянии известны из олигоцена Испании и эоценового балтийского янтаря.

## Систематика
В составе рода:
- Точильщик сосновых шишек (Ernobius abietinus Gyllenhal)
- Точильщик еловых шишек (Ernobius abietis Fabricius, 1792)
- †Ernobius alonsoi Ortuno & Arillo, 1997
- Ernobius alutaceus (LeConte, 1861)
- Ernobius anatolicus Johnson, 1975
- Точильщик северный (Ernobius explanatus Mannerheim)
- Точильщик еловый (Ernobius mollis Linnaeus, 1767)typus